# Au-delà du devoir
Pour plus de détails, voir Fiche technique et Distribution.
Au-delà du devoir (The Leatherneck) est un film de procès américain réalisé par Howard Higgin, sorti en 1929.

## Synopsis
Dans les années 1920, trois Marines américains, qui ont déserté, retournent à la base de Tientsin en Chine. L'un est mourant, un autre est devenu fou et le dernier va passer en cour martiale. A la barre des accusés, il raconte leur histoire depuis la fin de la Première Guerre mondiale. Après l'armistice, le sergent Calhoun libère temporairement un prisonnier de guerre allemand nommé Schmidt pour aller boire avec lui. Au bar, un autre Marine, Hanlon, refuse de boire avec le soldat Allemand et une bagarre dégénère lorsque la police militaire intervient. Les trois soldats deviendront finalement amis et l'Allemand finit par émigrer aux États-Unis où il s'enrôle dans les Marines.
Le trio se réunit à Vladivostok lors de l'intervention sibérienne, où ils font la connaissance d'une famille de Russes blancs qui ont été appauvris par la Révolution russe et dont la seule source de richesse est une mine de potasse que la famille possède en Mandchourie. Les trois Marines rencontrent également un mercenaire américain nommé le capitaine Heckla qui tente de les recruter dans le but de tromper le père russe hors de sa mine et de partager la richesse. Les Marines donnent une bonne leçon à Heckla et Tex épouse la fille du Russe blanc, Tanya.
Plus tard, Heckla prend sa revanche en dirigeant un groupe de révolutionnaires qui exécutent plusieurs citoyens de la ville, dont le père et son fils, Heckla incitant Tanya à venir avec lui. Lorsque Schmidt et Hanlon découvrent que Heckla a repris la mine, ils désertent pour enquêter avant de le dire à Calhoun. Ce dernier déserte également afin de poursuivre Heckla et sauver Tanya.
Lorsqu'il arrive, il trouve Heckla déjà mort et Buddy ayant été mortellement blessé après une fusillade mutuelle. Tex trouve Fuzzy dans la pièce voisine, rendu fou par la torture continue où de l'eau coulait sur lui toutes les quelques secondes. Tanya est introuvable et Heckla a refusé de révéler ce qui lui était arrivé avant de mourir. Les trois traversent le désert ensemble mais Buddy meurt dans les bras de Tex alors qu'ils voyagent le long de la rivière Hai He jusqu'à leur campement.
Après ces explications, le tribunal militaire est prêt à déclarer Tex coupable de désertion ainsi que responsable du meurtre de Buddy sans aucune autre preuve. Fuzzy, toujours fou, voit Tanya fouiller les rues. Cela lui rend la raison et il l'appelle. Maintenant avec un témoin, elle corrobore l'histoire racontée en révélant que Heckla l'a emmenée profondément dans le désert. Elle s'est échappée alors qu'il était ivre et a passé plusieurs semaines malade dans un village avant de venir en ville pour retrouver son mari. Avec les preuves présentées, ils déclarent Tex non coupable de meurtre mais uniquement coupable de désertion. La cour fera acte de clémence en lui donnant une peine d'enfermement d'une heure. Tanya dit ensuite à son mari que c'est Fuzzy qui l'a appelée et les trois s'embrassent à la fin du film.

## Fiche technique
- Titre : Au-delà du devoir ou L'Enfer jaune ou Cour martiale[1]
- Titre original : The Leatherneck
- Réalisation : Howard Higgin
- Scénario : Elliott J. Clawson et John W. Krafft
- Photographie : John J. Mescall
- Pays de production :  États-Unis
- Format : Noir et blanc
- Dates de sortie : 
  - États-Unis : 1929
  - France : 17 avril 1931[1]

## Distribution
- William Boyd : William Calhoun
- Alan Hale : Otto Schmidt
- Robert Armstrong : Joseph Hanlon
- Fred Kohler : Heckla
- Diane Ellis : Tanya
- Paul Weigel : Petrovitch
- Wade Boteler : Adjudant-chef
- Jules Cowles : Cuisinier
- Jack Richardson : Officier de cour martiale
- Joseph W. Girard : Officier de cour martiale
- Philo McCullough : Officier de cour martiale
- Mitchell Lewis : Officier de cour martiale